# الدوري التشيلي لكرة القدم 1969
الدوري التشيلي لكرة القدم 1969 (بالإسبانية: Primera División de Chile 1969)‏ هو الموسم 37 من الدوري التشيلي لكرة القدم. كان عدد الأندية المشاركة فيه 18، وفاز فيه نادي أونيفرسيداد دي تشيلي.